# Ernő Schaller-Baross

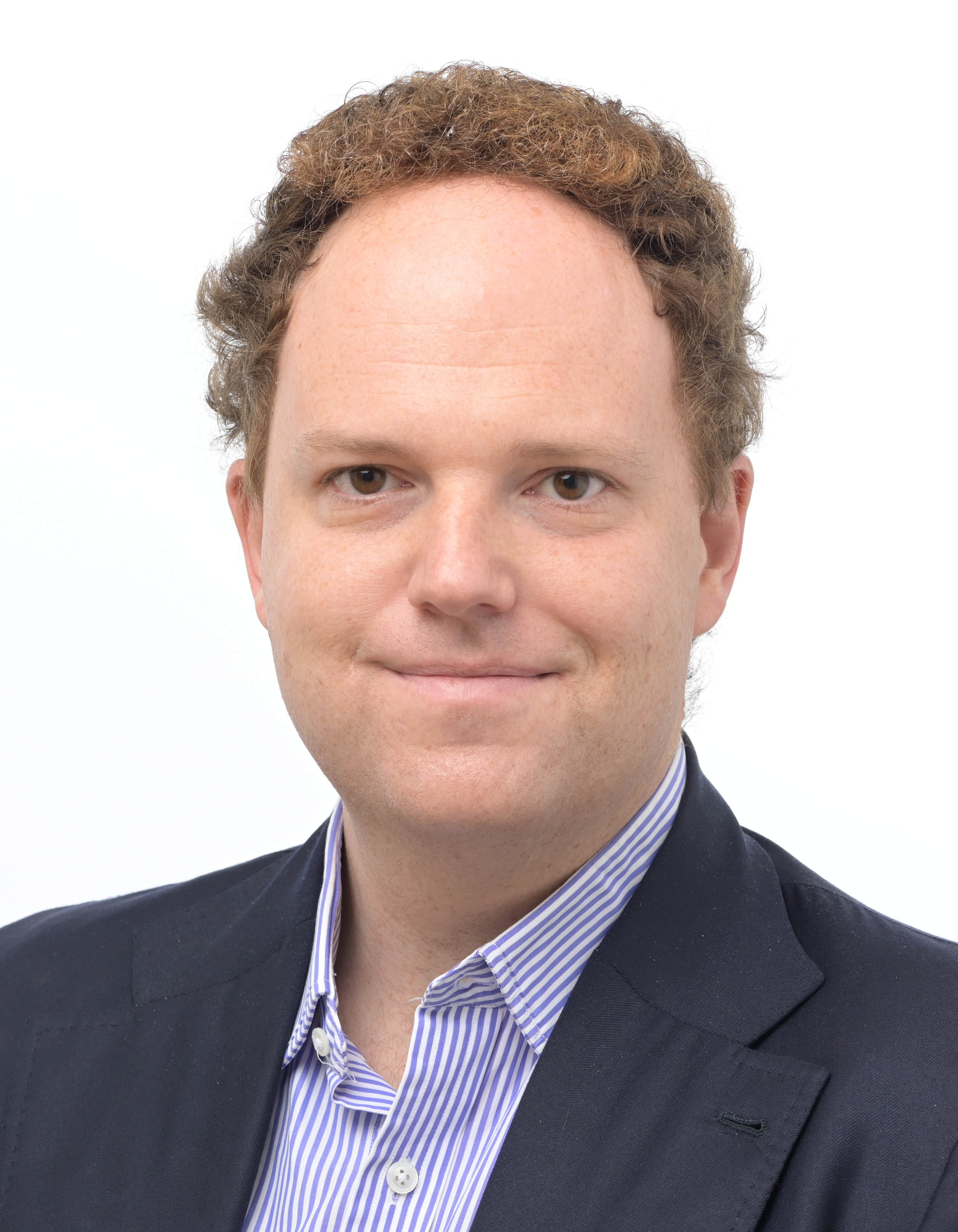
Ernő Schaller-Baross (2024)

Ernő Schaller-Baross (* 30. Januar 1987 in Budapest) ist ein ungarischer Politiker der Fidesz und Mitglied des Europäischen Parlaments.

## Schulzeit und Studium
Von 2001 bis 2005 war er Schüler der Österreichischen Schule in Budapest. Im Jahr 2010 erlangte er sein Diplom als Jurist an der Fakultät für Politikwissenschaft und Recht der Károli-Gáspár-Universität in Budapest.

## Politische Laufbahn
Von 2008 bis 2010 war Schaller-Baross Praktikant neben einem Abgeordneten des ungarischen Parlaments. Zwischen 2010 und 2013 arbeitete er als Rechtsreferent im Ministerium für Justiz und öffentliche Verwaltung. Von 2013 bis 2018 war er als Direktor für auswärtige Angelegenheiten der Stiftung für ein bürgerliches Ungarn (Polgári Magyarországért Alapítvány) tätig.
Zwischen 2014 und 2016 arbeitete Schaller-Baross als Berater für auswärtige Angelegenheiten im Kabinett des Vizepräsidenten der ungarischen Nationalversammlung. Darauffolgend, bis 2018 wurde er außenpolitischer Berater der Parlamentsfraktion der Fidesz, bis er in demselben Jahr zum stellvertretenden Staatssekretär für internationale Angelegenheiten im Amt des Ministerpräsidenten ernannt wurde. Bis Januar 2021 bekleidete er dieses Amt, als er sein Mandat als Mitglied des Europäischen Parlaments übernahm.
Zwischenzeitlich war er von 2015 bis 2018 Mitglied des Kuratoriums der von der Ungarischen Nationalbank (MNB) gegründeten Pallas-Athena-Domus-Animae-Stiftung und von 2017 bis 2018 Vorstandsvorsitzender der Pallas-Athena-Domus-Stiftung für Bildung.

### Mitgliedschaft im Europäischen Parlament
Ernő Schaller-Baross übernahm im Januar 2021 sein Mandat als Mitglied des Europäischen Parlaments und nahm damit als ordentliches Mitglied die fachpolitischen Aufgaben im Rechtsausschuss (JURI), im Ausschuss für Beschäftigung und soziale Angelegenheiten (EMPL), als stellvertretendes Mitglied im Entwicklungsausschuss (DEVE) und in der Delegation der Vereinigten Staaten (D-US) auf.
Im September 2021 wurde er unabhängiges Mitglied des Sonderausschusses für Künstliche Intelligenz (AIDA) und stellvertretendes Mitglied des Ausschusses für Industrie, Forschung und Energie (ITRE). In seiner Arbeit im Bereich der künstlichen Intelligenz setzt er sich mit den zukünftigen Auswirkungen von Intelligenz auf die EU-Wirtschaft, insbesondere in Bereichen wie Beschäftigung, Bildung oder Gesundheit sowie rechtliche und ethische Fragen auseinander. Er vertritt die Interessen der kleinen und mittelständischen Unternehmen, insbesondere die mit ungarischem Firmensitz, und arbeitet eng mit ihnen zusammen. Der Schwerpunkt dieser Kooperation liegt auf der Wettbewerbsfähigkeit europäischer Unternehmen und setzt die Prinzipien der ungarischen Strategie für künstliche Intelligenz in den Vordergrund.
Ab Januar 2022 ist Ernő Schaller-Baross Mitglied im Ausschuss für internationalen Handel (INTA). Der Ausschuss spielt eine entscheidende Rolle bei der Festlegung der Handelspolitik der Union. Die Aufgabe des INTA besteht darin, alle Handels- und Investitionsabkommen der EU zu bewerten, die Arbeit der Kommission vor Beginn und während der Verhandlungen zu prüfen und über den Rechtsrahmen für den internationalen Handel mitzuentscheiden, da Handelsabkommen und Rechtsakte nur mit Zustimmung des Europäischen Parlaments in Kraft treten können. Der Ausschuss leitet auch die Debatte über die künftige Ausrichtung des internationalen Handels und der Investitionen. Als Ausschussmitglied setzt sich Schaller-Baross in erster Linie für die Interessen der europäischen Unternehmen, insbesondere der kleinen und mittleren Unternehmen, ein, damit diese ihre Wettbewerbsfähigkeit innerhalb der EU und als Global Player auf dem internationalen Markt erhalten und steigern können.

### Fachgebiete
- Digitale Politik und künstliche Intelligenz
- Kleine und mittelständische Unternehmen
- Fähigkeiten, Kompetenzen, Mobilität
- Institutionelle und interinstitutionelle Angelegenheiten der EU
- EU-Außenbeziehungen

## Sonstiges
Von 2012 bis 2014 war Schaller-Baross Vizepräsident der Christlich-Demokratischen Jugend-Union.
Bei den Parlamentswahlen 2018 wurde er für die Fidesz-KDNP-Nationalliste nominiert, erlangte aber kein Mandat.
Seit 2019 ist er Mitglied des Aufsichtsrats der Otto-Habsburg-Stiftung.
Im Jahre 2019 nahm er an der James S. Denton Transatlantic Fellowship teil.
Im Herbst 2020 war er ein Teilnehmer des International Visitor Leadership Programs (IVLP), das von der U.S. Department of State organisiert wurde.
Neben seinem Mandat arbeitet Schaller-Baross seit 2020 auch als Ministerialbeauftragter im Amt des Ministerpräsidenten.
Seit 2020 gehört er dem Vorstand des Ungarischen Golfverbandes an.